# Гаскойн (округ)

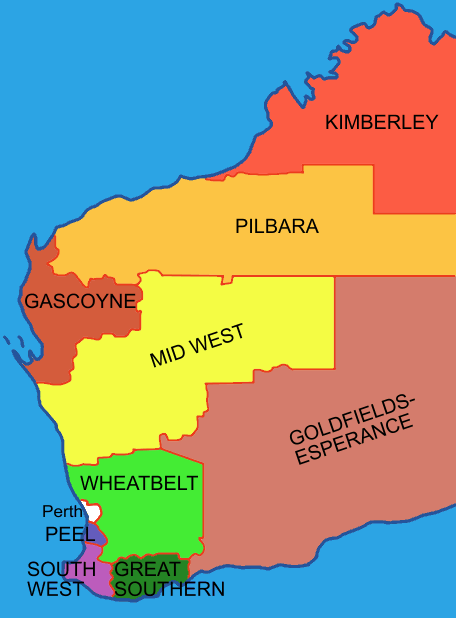
Карта округов Западной Австралии

Гаскойн (англ. Gascoyne) — один из девяти округов Западной Австралии, определяемых как административные районы для регионального развития штата. Гаскойн расположен на северо-западе Западной Австралии и состоит из муниципальных районов Карнарвон, Эксмонт, Шерк-Бей и Аппер-Гаскойн. Округ включает около 600 км побережья Индийского океана и простирается вглубь страны примерно на 500 км . Площадь — 135 073,8 км², включая острова.

## Демография

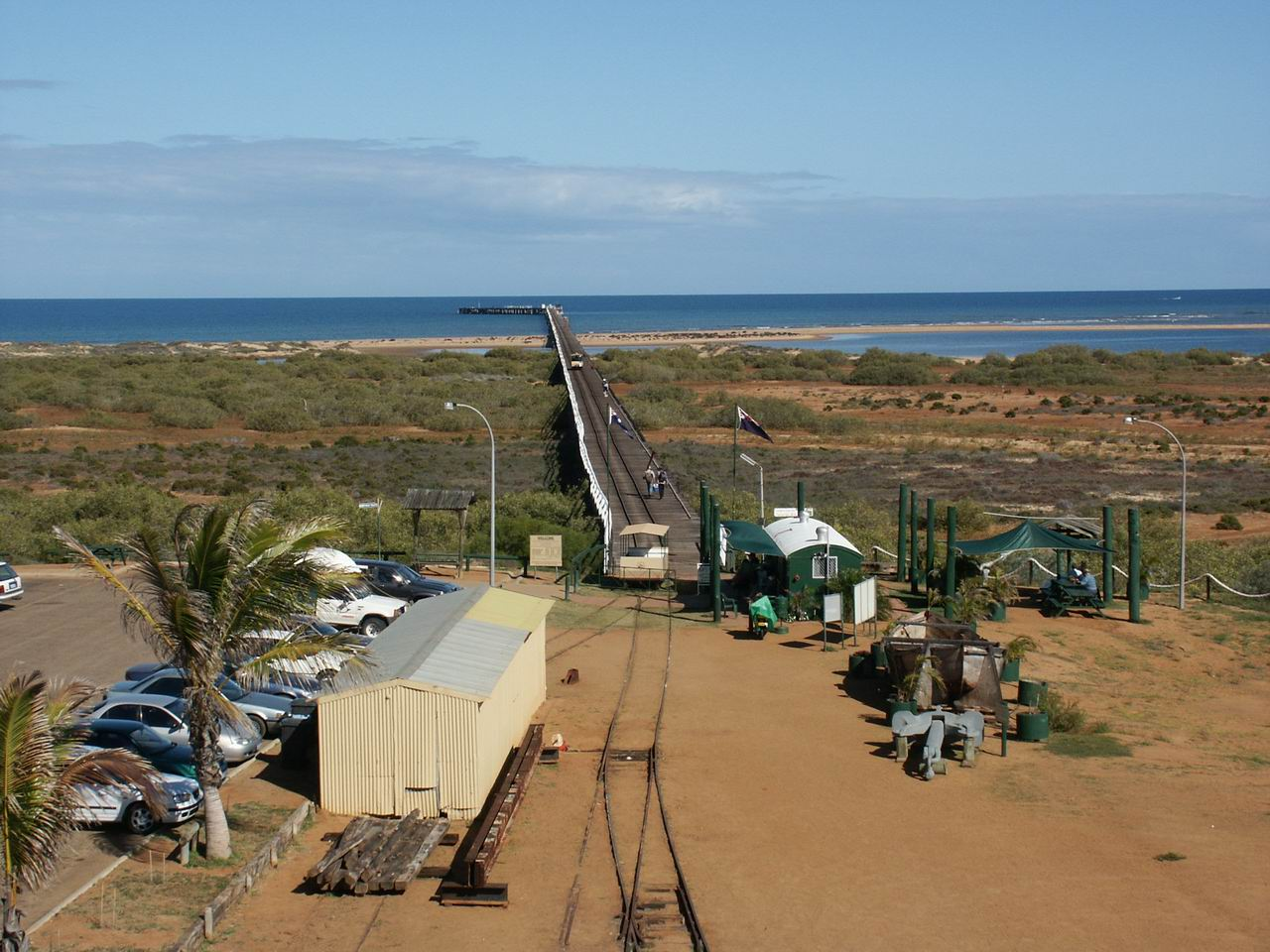
Пирс в Карнарвоне

В Гаскойне самое низкое количество население из всех округов Западной Австралии — около 9 277 человек. Большинство жителей — неаборигены, родившиеся в Австралии (74 %). Чуть более половины проживает в Карнарвоне (4426 человек), где коренные жители составляют 18 % населения. Другие центры — Эксмут, Денхэм, Гаскойн-Джанкшен и Корал-Бей.

## Климат

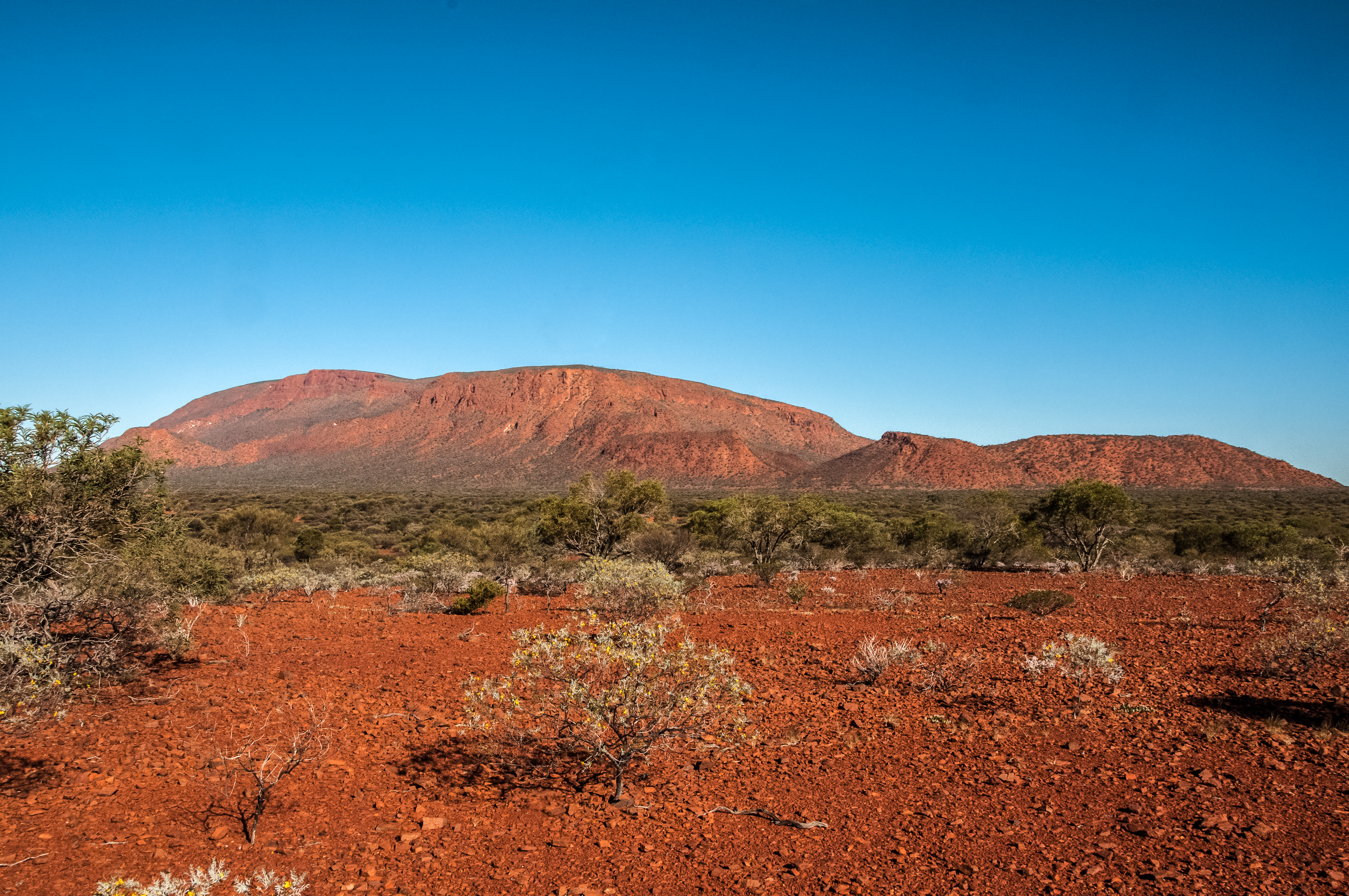
Национальный парк Маунт-Огастус

В Гаскойне умеренно засушливый тропический климат. Как правило, круглый год тепло, средняя максимальная дневная температура колеблется от 22 °C в июле до 35 °C в январе. В регионе около 320 солнечных дней в году. Годовое количество осадков невелико и непостоянно, в среднем около 200 мм, большая часть которых происходит в результате циклонической активности. Из-за полузасушливого климата большая часть Гаскойна покрыта кустарником, в основном триодиями (спинифексом) и акацией безжилковой (мульгой; Acacia aneura), с очень небольшим количеством деревьев.

## Промышленность и экономика

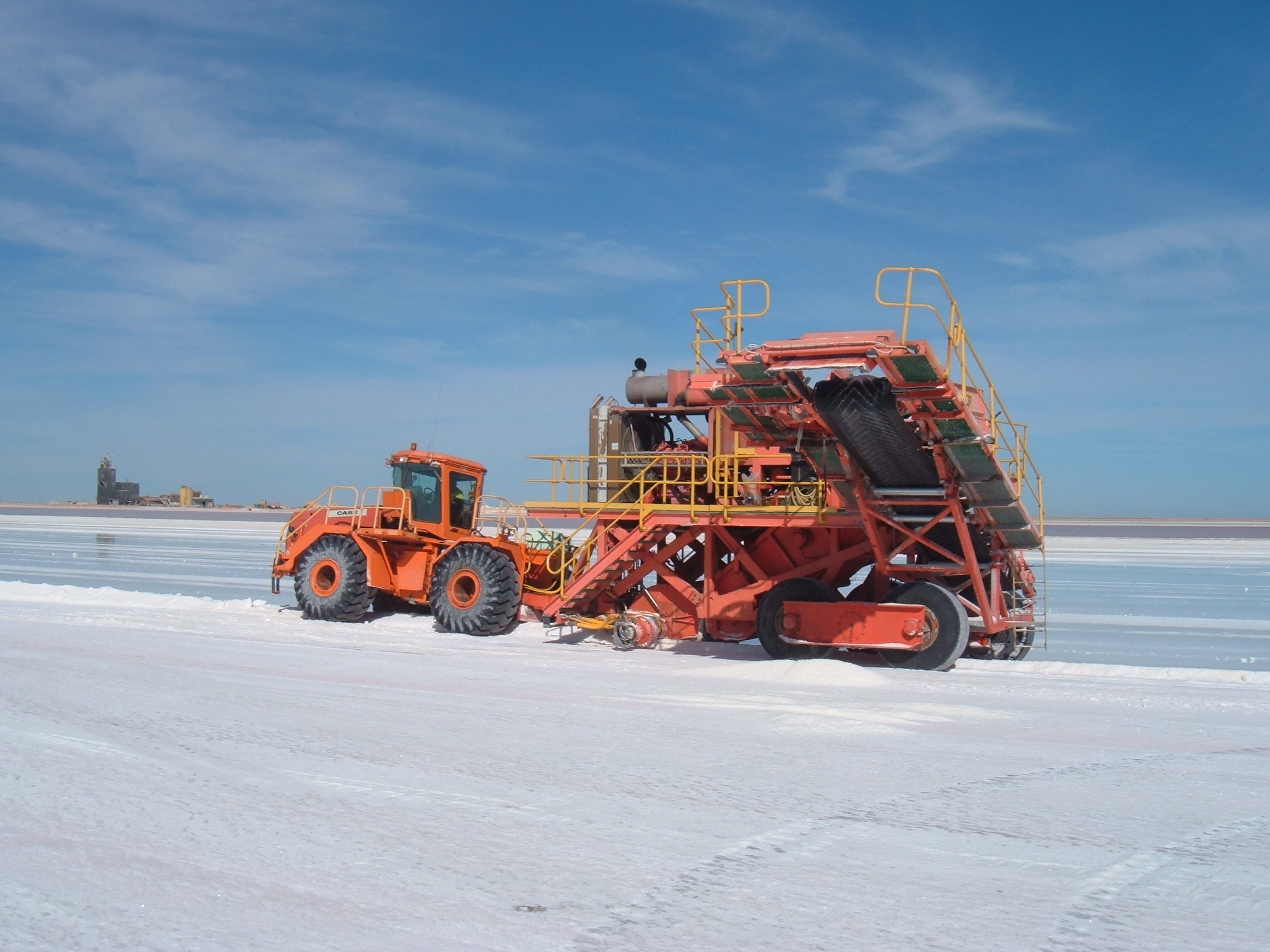
Добыча соли в Гаскойне

Основная отрасль промышленности Гаскойна — садоводство. Вдоль реки Гаскойн выращивают бананы, помидоры, грейпфруты, манго, столовый виноград и ряд овощных культур. Климатические преимущества позволяют производителям удовлетворять межсезонный спрос как на местном, так и на экспортном рынках.
Рыболовство также является важной отраслью, в том числе промысел креветок, гребешков, крабов и промысловой леской в Карнарвоне и Эксмуте. В горнодобывающем секторе соль и гипс добывают на озере Маклауд к северу от Карнарвона.
Туризм является важной отраслью Гаскойна благодаря тёплому сухому климату и протяжённой береговой линии, которая включает коралловый риф Нингалу и объект всемирного наследия залив Шарк.
Скотоводство было исторически важным, но больше не вносит существенный вклад в экономику. Тем не менее, оно представляет собой основное землепользование региона: в 1994 году 84 % земельной площади Гаскойна было арендовано пастбищами.

## История
До открытия европейцами Гаскойн на протяжении тысяч лет в регионе проживали коренные австралийцы. Первым известным европейцем, высадившимся в этом регионе, был голландский мореплаватель Дирк Хартог в 1616 году. Среди других первых мореплавателей, посетивших регион Гаскойна — Виллем Янсзон, Уильям Дампир, Николя Боден и Филипп Кинг.
В сентябре 1834 года присутствие жемчужниц и гуано было замечено Томасом Хантом с шхуны «Monkey» при поиске обломков барка «Mercury». Залив Шарк стал местом первой в Австралии жемчужной промышленности, когда в январе 1850 года началось производство перламутра.
В 1839 году Джордж Грей исследовал местность и назвал реку Гаскойн в честь капитана Джона Гаскойна, сына Бамбера Гаскойна, лорда-комиссара Адмиралтейства. Капитан Гаскойн был членом комитета лондонского миссионерского общества Западной Австралии и членом Лондонской ассоциации защиты интересов колонии.
В 1858 году Фрэнсис Грегори исследовал этот регион и впоследствии объявил его очень подходящим для скотоводства. Заселение началось в 1860-х годах, а город Карнарвон был зарегистрирован в 1883 году. К 1880 году в этом районе было около 20 тыс. овец на нескольких овцеводческих станциях.